# Urocystis rostrariae
Urocystis rostrariae är en svampart som beskrevs av Piatek 2006. Urocystis rostrariae ingår i släktet Urocystis och familjen Urocystidaceae.   Inga underarter finns listade i Catalogue of Life.